# Дориа, Джузеппе-Мария
Джузеппе Мария Дориа (итал. Giuseppe Maria Doria; Генуя,12 июля 1730 — Рим, 8 марта 1816) — дож Генуэзской республики.

## Биография
Родился в Генуе в 1730 году. Обучался в колледже Сан-Карло в Модене вместе со своим братом. В 30 лет поступил на государственную службу. Был выбран генуэзским правительством в состав посольства в 1770 году к Венскому императорскому двору, чтобы решить вопрос с императором Иосифом II по поводу принадлежности коммуны Сан-Ремо. По этому случаю он также посетил города Дрезден и Берлин.
Был избран дожем 16 сентября 1793 года, 183-м в истории Генуи, как гласят хроники, он принял пост весьма неохотно. В октябре 1793 года дожу пришлось лично вмешаться, чтобы разрешить дипломатический вопрос, который мог поставить под угрозу отношения между Генуей, Великобританией и Францией. Нападение двух британских кораблей на французский фрегат «Модеста» и убийство нескольких моряков в порту Генуи были интерпретированы французским правительством как проявление соучастия Генуи в агрессии против Франции. Дожу удалось решить конфликт с французами уплатой 4 млн лир компенсации, однако британцы потребовали от Генуи прекратить все дипломатические связи с Парижем.
Его мандат завершился 16 сентября 1795 года. В связи с угрозой народного восстания и растущим интересом Наполеона Бонапарта к покорению города бывший дож решил покинуть Геную. Он сначала переехал в Болонью, а затем в Рим, где умер в 1816 году. Тело Джузеппе Мария Дориа было похоронено в римской церкви Иль-Джезу.